# 釋悟空
悟空（731年—812年），俗姓车，本名奉朝，唐朝僧人，京兆云阳（今陕西泾阳县）人，北魏拓跋氏后裔。

## 生平
天宝十年（751年）奉旨随中使张韬光等40余人出使西域，因疾遂留居健陀罗国（今巴基斯坦白沙瓦附近，包括阿富汗附近）。至德二年（757年）拜当地三藏法师舍利越魔为师，正式剃度为僧，法号“达摩驮都”，汉译为“法界”，时年27岁。
此后，又去迦温弥罗国（今克什米尔南部）学习佛法，不久，入印度遍游北天竺、中天竺等地，访师求道，巡礼佛迹，苦心学习梵文，历经四年之久，因法號「悟空」，他被認為是中國著名古典小說《西游记》中人物孫悟空的原型之一。
由于长年在外，离国日久，思恋故乡亲朋，难以自抑，于是向师父提出归国请求，师父怜悯其心，准其所求，临行时送给他三部梵文佛经和佛牙舍利一枚。悟空取道今阿富汗瓦罕走廊进入新疆，在疏勒和于阗等地逗留半年多后，抵达安西四镇治所龟兹（今新疆库车），应当地莲花寺僧人之请，译出《十力经》一卷。随后，转赴庭州（北庭都护府，今新疆吉木萨尔）。当时北庭节度使、御史大夫杨袭古也是一位虔诚的佛教信士，他倡议组织当地龙兴寺僧人和西域高僧尸罗达摩，与悟空合译《十地经》《回向轮经》。悟空在龙兴寺的译经活动，历时十余年，至贞元五年（789年）9月13日全部完成。此时他归心似箭，遂与唐朝庭州官员段秀明、牛昕和程锷同行入朝，由回鹘路（今蒙古）于贞元六年（790年）2月到长安（今陕西西安），因回鹘不信佛法，梵文佛经便藏于龙兴寺，将带回的佛牙舍利及所译经卷进奉入内，经宦官窦文场的奏请，唐德宗敕命车奉朝住长安章敬寺，并赐法号“悟空”。
自离开国到返回长安，前后共计40年，已年逾60，才返回故乡云阳探亲，但此时父母、子侄、家人，已无一人在世。元和七年（812年）1月23日，圆寂于长安护法寺，归葬嵯峨山二台之顶（在泾阳县北部），建振锡寺纪念。贞元十六年（800年）长安高僧圆照奉敕编撰《贞元释教录》，将悟空所译佛经三部十一卷悉数收录。圆照所撰《悟空入竺记》详细记述了悟空求佛事迹。悟空历尽艰辛，学佛译经，为中外文化交流做出了贡献。

## 相關
- 玄奘
- 石槃陀
- 朱士行
- 深沙大將

## 外部連結
- 大唐贞元新译十地等经记（全文） （页面存档备份，存于）